# Anna Uddenberg
Anna Uddenberg (Estocolm, 1982) és una artista sueca.

## Vida i obra
Uddenberg va estudiar a la Royal Academy of Fine Arts d'⁣Estocolm (2006–2011) i a la Städelschule de Frankfurt (2009).
Les seves escultures estan fetes amb materials tàctils com la imitació de pell, polièster, corretges de motxilla, pells decoratives o fusta. Són especialment conegudes les obres que mostren cossos de dones absurdament retorçats, generalment en postures seductores i sobresexualitzades amb una anatomia femenina exagerada. Els seus treballs aborden qüestions de cos i gènere en temps de representació mediàtica i cultura de consum. Treballa amb l'aparença de perfecció i superfícies tàctils i, per tant, qüestiona els rols de gènere estereotipats.
Uddenberg viu i treballa a Berlín.

## Premis
- 2022: Premi Héctor[4]
- 2023: Premi Overbeck d'Arts Visuals[5]

## Exposicions individuals
- 2023/24 Anna Uddenberg — Premium Economy, Kunsthalle Mannheim
- 2021 BIG BABY, Kraupa-Tuskany Zeidler, Berlín
- 2019 Power Play, Bundeskunsthalle, Bonn
- 2015 Anna Uddenberg + Nicolas Ceccaldi, Fundació MEGA, Estocolm
- 2013 Booty Dummy Demo, Dold Projects, Sankt Georgen im Schwarzwald
- 2012 Casting Couch Expo, Konstmonter Odenplan de SL, Estocolm
- 2011 Truly Yours, Galleri Mejan, Estocolm

## Exposicions col·lectives
- 2021 Tense Conditions, Staatsgalerie Stuttgart
- 2021 Supernatural. Sculptural Visions of the Body, Kunsthalle Tübingen
- 2020 Crack Up - Crack Down, Ujazdowski Castle Centre for Contemporary Art, Warschau
- 2019 Der montierte Mensch, Museum Folkwang, Essen

## Evidència individual
1. ↑   «Anna Uddenberg zum Gallery Weekend: Riesenschnuller statt Rimowa-Koffer» (en alemany). Der Tagesspiegel Online. ISSN: 1865-2263.
2. ↑  «Anna Uddenberg - participants». Berlin Biennale. [Consulta: 20 novembre 2024].
3. ↑  der-entschleunigte-blick. «Die Spiele der Macht – Aktuelle Werke von Anna Uddenberg zwischen Verführung und Klischee, zwischen Rollenmuster und Repräsentation | der entschleunigte Blick» (en alemany). [Consulta: 20 novembre 2024].
4. ↑  «Anna Uddenberg erhält Hectorpreis 2022 | Kunsthalle Mannheim». [Consulta: 20 novembre 2024].
5. ↑  «Anna Uddenberg - Overbeck-Gesellschaft – Kunstverein Lübeck» (en alemany). [Consulta: 20 novembre 2024].